# Снайдер, Том
Том Снайдер — американский продюсер, известен как создатель техники анимации Squigglevision.
В 1980 году основал компанию Tom Snyder Productions, производящую образовательное программное обеспечение. Позднее Снайдер основал подразделение под названием Soup2Nuts, занимающееся анимацией. Squigglevision был впервые применен в мультсериале Доктор Кац. После ухода с поста главы Tom Snyder Productions в 2001 году он занимается сочинением музыки и фрилансом.
Как педагог Снайдер был помещен в Зал славы Ассоциации издателей образовательной литературы в 2004 году. Помимо обучающего программного обеспечения образовательная деятельность Снайдера включает создание мультсериала Science Court.
По сообщению одного из участников форума IMDb от 17 августа 2008 года, в настоящее время Том Снайдер проживает на одном из островов близ побережья Новой Англии.

## Образование
- Школа Noble and Greenough: 1962—1968
- Колледж Swarthmore: 1968—1972 (французский, музыка, педагогика)